# Stazione di Santo Stefano Belbo
La stazione di Santo Stefano Belbo è una fermata ferroviaria della linea Alessandria-Cavallermaggiore al servizio dell'omonimo comune.

## Storia
La fermata entrò in funzione il 26 maggio 1865, in concomitanza all'attivazione del tronco Nizza Canelli-Bra.
Dal 2000 la gestione dell'intera linea, e con essa quella della stazione di Canelli, passò in carico a Rete Ferroviaria Italiana la quale ai fini commerciali classifica l'impianto nella categoria "Bronze".
In passato era presente un binario di raddoppio, successivamente eliminato con conseguente trasformazione in fermata.
La fermata è stata senza traffico dal 17 giugno 2012 al 7 settembre 2019 per effetto della sospensione del servizio sulla linea.
L'8 settembre 2019 ha riaperto al traffico dei treni turistici di Fondazione FS Italiane.

## Strutture e impianti
L'impianto è dotato del solo binario di corsa.
La fermata dispone di un fabbricato viaggiatori sviluppato su due piani.

## Movimento
La fermata era servita da treni regionali svolti da Trenitalia fino al 17 giugno 2012, giorno in cui la linea è stata sospesa al traffico per decisione della Regione Piemonte e sostituito da autocorse.